# Sitticus taiwanensis
Sitticus taiwanensis là một loài nhện trong họ Salticidae.
Loài này thuộc chi Sitticus. Sitticus taiwanensis được Peng & Li miêu tả năm 2002.